# Protaetia acantha
Protaetia acantha är en skalbaggsart som beskrevs av Ma 1993. Protaetia acantha ingår i släktet Protaetia och familjen Cetoniidae. Inga underarter finns listade i Catalogue of Life.